# Neslihan Kılıç
Neslihan Kılıç (* 2. Mai 1993) ist eine türkische Badmintonspielerin. 

## Karriere
Neslihan Kiliç nahm 2011 im Damendoppel an der Badminton-Weltmeisterschaft teil. Sie startete dort gemeinsam mit Neslihan Yiğit und verlor dabei in Runde zwei und wurde somit 17. in der Endabrechnung. Bei den Turkey International 2011 wurde sie Fünfte im Mixed mit Emre Lale.

## Sportliche Erfolge
| Saison | Veranstaltung        | Disziplin   | Platz | Partnerin      |
| ------ | -------------------- | ----------- | ----- | -------------- |
| 2011   | Weltmeisterschaft    | Damendoppel | 17    | Neslihan Yiğit |
| 2011   | Turkey International | Mixed       | 5     | Emre Lale      |
| 2012   | Iraq International   | Dameneinzel | 1     |                |